# مارة (الكتاب المقدس)

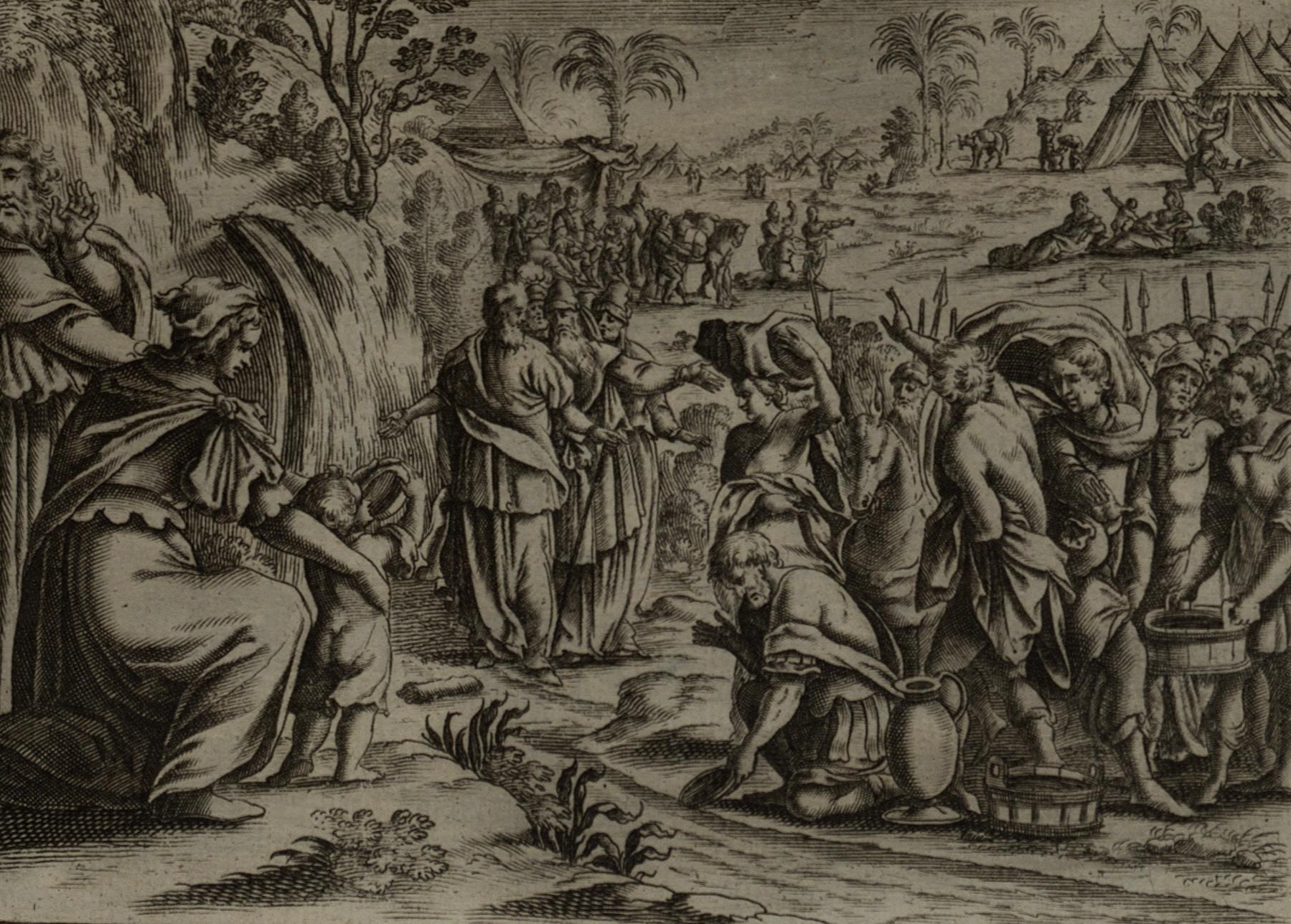
لوحة "مياه مارة"، بريشة جيرار جولين 1670.

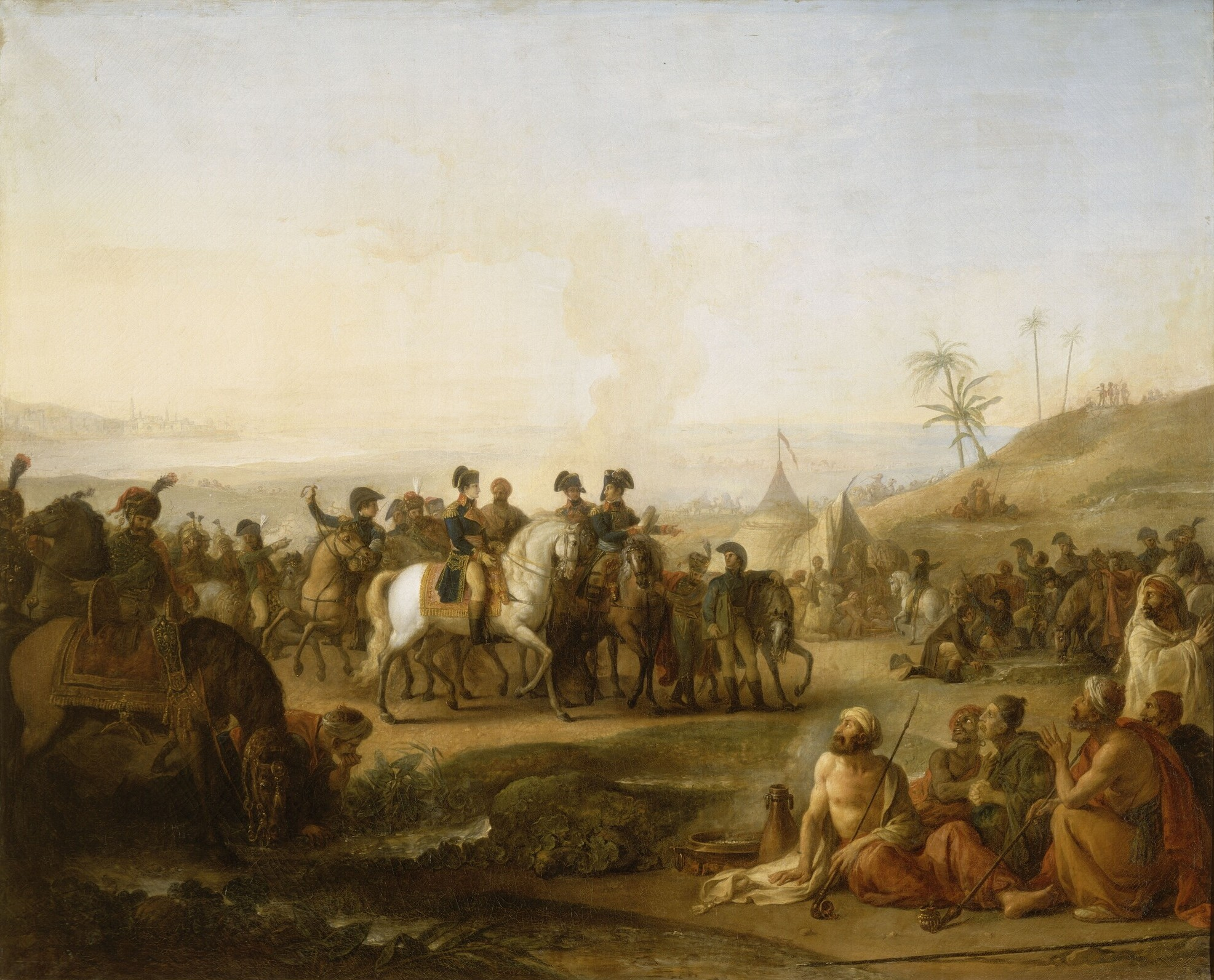
رسم لزيارة نابليون بونابرت «مياه مارة» في ديسمبر عام 1798 أثناء الحملة الفرنسية على مصر.

مارة (بالعبرية: מָרָה‏) هو أحد المواقع التي مر بها بنو إسرائيل أثناء خروجهم من مصر حسب سفر الخروج في العهد القديم. 
فبعدما كان بنو إسرائيل في فم الحيروث، ثم ضرب موسى عصاه البحر فشق البحر، وعبر بنو إسرائيل للضفة الأخرى من البحر الأحمر إلى الصحراء في شبه جزيرة سيناء. فأخذ بنو إسرائيل يبحثون عن الماء، وظلوا ثلاثة أيام في الصحراء لا يجدون ماءً حتى وصلوا إلى مارة فجدوا بها ماءً لكنه مُر، لذلك سموها بهذا الاسم «مارة»، فدعا موسى ربه، فأره الرب شجرة وأمره أن يضعها في الماء، فلما وضعها في الماء أصبح الماء عذبًا. فحسب سفر الخروج 15: 22، 25:
| مارة (الكتاب المقدس) | ثُمَّ ارْتَحَلَ مُوسَى بِإِسْرَائِيلَ مِنْ بَحْرِ سُوفَ وَخَرَجُوا إِلَى بَرِّيَّةِ شُورٍ. فَسَارُوا ثَلاَثَةَ أَيَّامٍ فِي الْبَرِّيَّةِ وَلَمْ يَجِدُوا مَاءً. فَجَاءُوا إِلَى مَارَّةَ، وَلَمْ يَقْدِرُوا أَنْ يَشْرَبُوا مَاءً مِنْ مَارَّةَ لأَنَّهُ مُرٌّ. لِذلِكَ دُعِيَ اسْمُهَا «مَارَّةَ». فَتَذَمَّرَ الشَّعْبُ عَلَى مُوسَى قَائِلِينَ: «مَاذَا نَشْرَبُ؟» فَصَرَخَ إِلَى الرَّبِّ. فَأَرَاهُ الرَّبُّ شَجَرَةً فَطَرَحَهَا فِي الْمَاءِ فَصَارَ الْمَاءُ عَذْبًا. هُنَاكَ وَضَعَ لَهُ فَرِيضَةً وَحُكْمًا، وَهُنَاكَ امْتَحَنَهُ. | مارة (الكتاب المقدس) |

الموقع الدقيق لمراة غير مؤكد، فيعتقد البعض أنها عين حوارة في وادي الإمارة، وهو ينبوع مالح على بعد 47 ميل جنوب شرق السويس. واقترح البعض بأنها عين نبع، وهي تقع على بعد 10 أميال فقط جنوب شرق السويس، كما اقترح آخرون تحديد «مارة» على أنها البحيرة الصغيرة المريرة التي تقع على بعد حوالي 20 ميلاً شمال السويس. 